# 189261 Hiroo
189261 Hiroo è un asteroide della fascia principale. Scoperto nel 2004, presenta un'orbita caratterizzata da un semiasse maggiore pari a 3,0808862 UA e da un'eccentricità di 0,3744417, inclinata di 15,95464° rispetto all'eclittica.
L'asteroide è dedicato a Hiroo Itagaki, fratello dello scopritore.